# Dontrien

Dontrien este o comună în departamentul Marne, Franța. În 2009 avea o populație de 206 de locuitori.